# Chissà se stai dormendo
Chissà se stai dormendo è un singolo del cantautore italiano Jovanotti, pubblicato nel 1992 come secondo estratto dal quinto album in studio Lorenzo 1992.
Il brano è stato successivamente inciso in Lorenzo 1990-1995 e in Backup - Lorenzo 1987-2012.
L'intro del brano è un omaggio al brano Felicità di Lucio Dalla.

## Tracce
1. Chissà se stai dormendo – 5:11